# Phyllodie
En botanique, la phyllodie est une transformation anormale d'organes floraux en structures feuillées.
Ce phénomène  classée parmi les tératologies végétales peut être induit par différents facteurs : mutation génétique, phytoplasmes, virus, déséquilibre hormonal, températures trop chaudes au moment de la formation du bouton floral, réaction à l'attaque d'un insecte.
Les manifestations sont variées, discrètes ou spectaculaires. Par exemple, des fleurs verdissent et deviennent des gousses ne produisant pas de graines, des fraises voient leurs akènes transformés en feuilles...

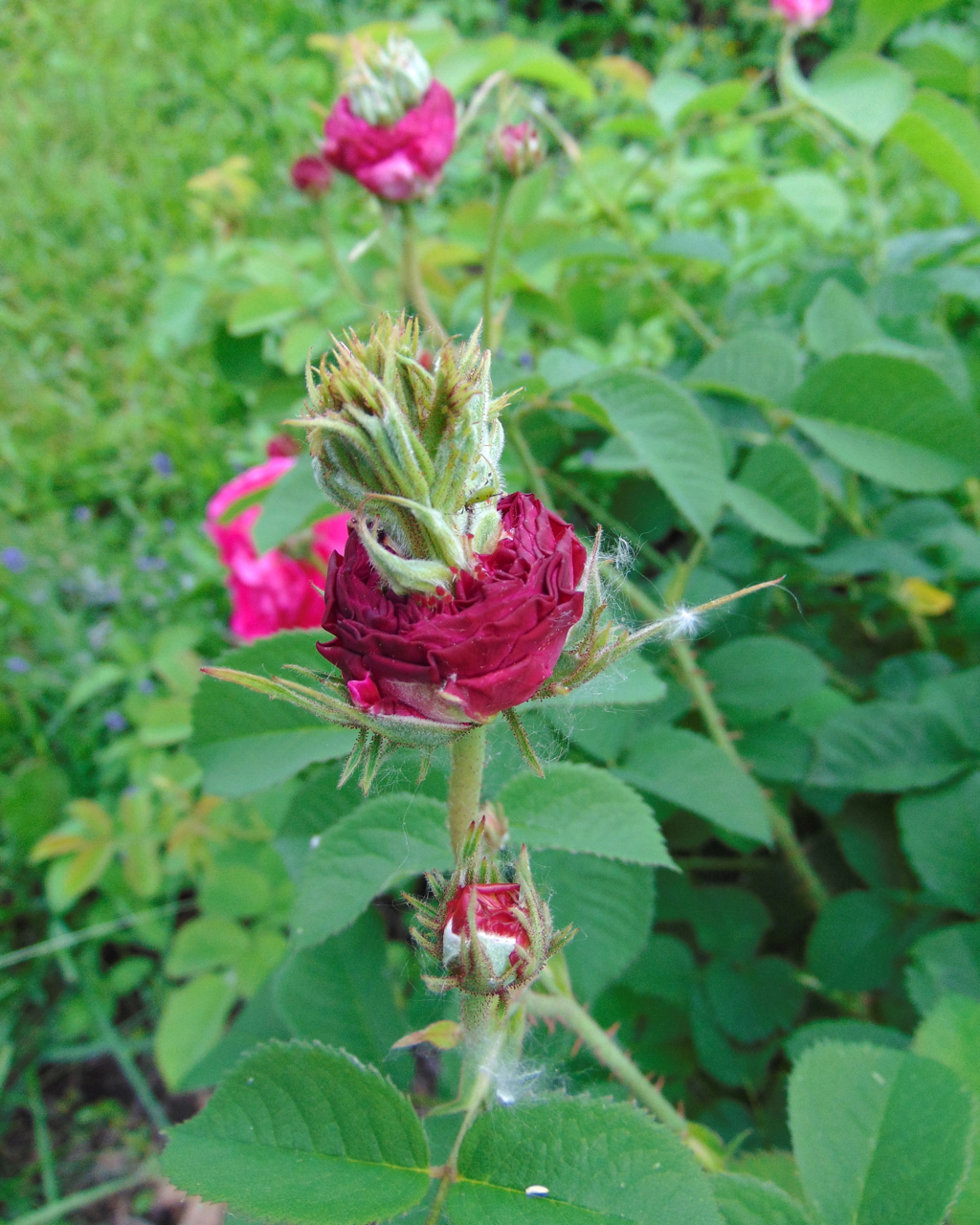
Phyllodie chez un cultivar de rosier ancien  'Prolifera de Redouté'
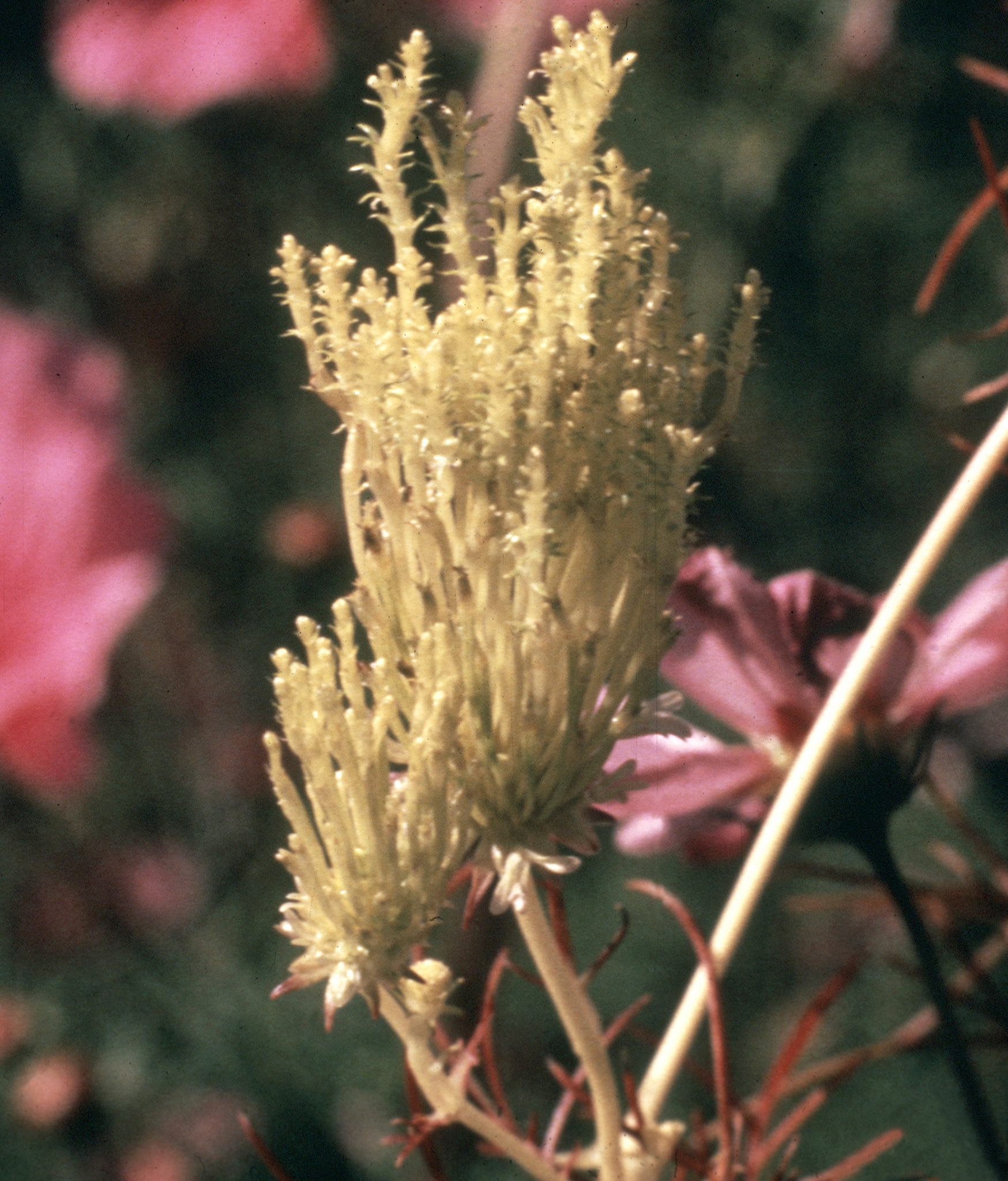
Phyllodie causée par une infection par phytoplasme sur un Cosmos spp.
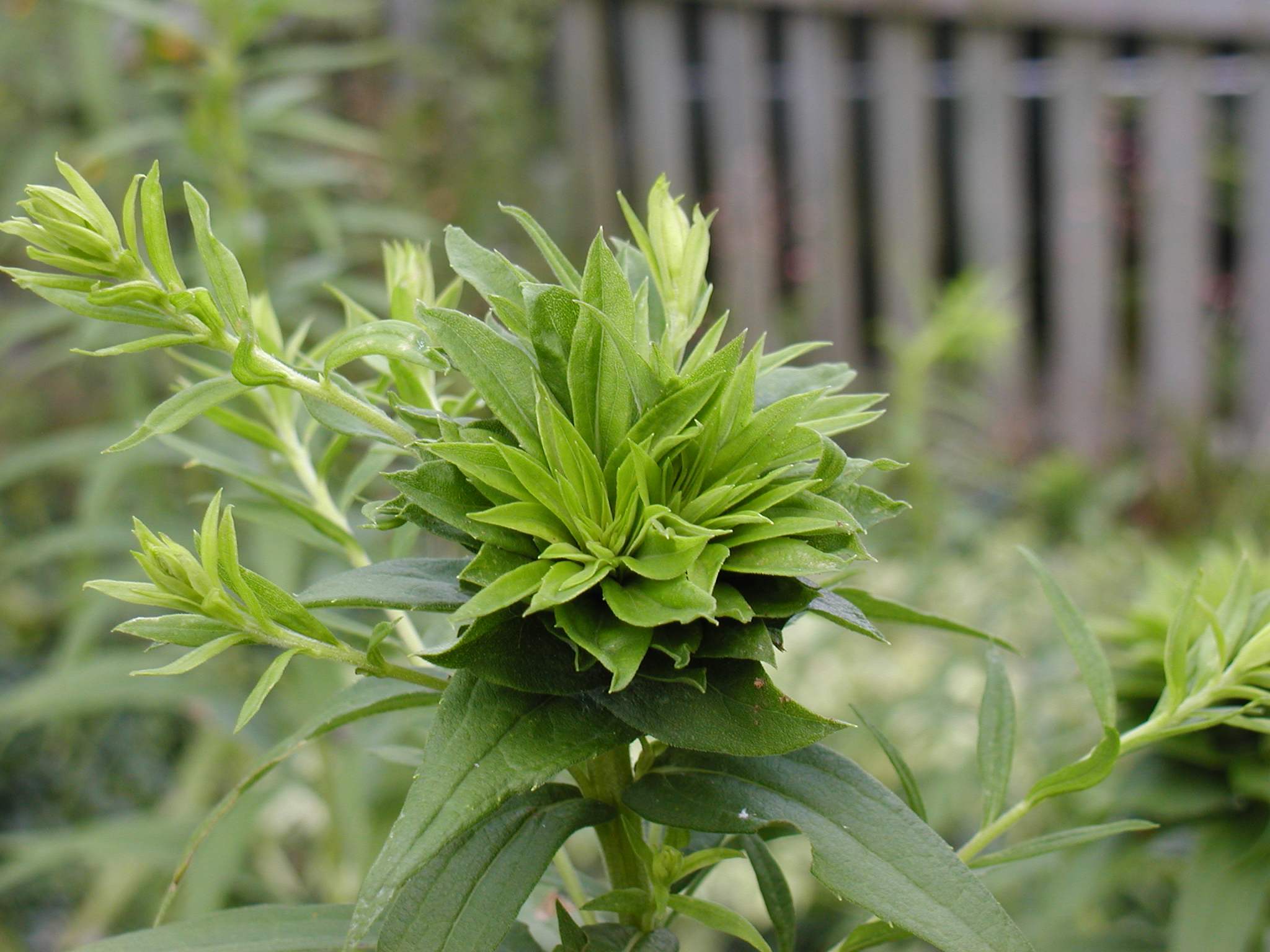
Phyllodie sur Solidago

NB: la phyllodie est parfois aussi appelée "prolifération".